# 法政経学部
法政経学部（ほうせいけいがくぶ、英語: Faculty Of Law Politics And Economics）とは、法学、政治学、経済学を総合的に教育研究する大学の学部の名称である 。

## 法政経学部を置く大学
- 千葉大学